# Tobías Alcayota
Tobías Alcayota fue un grupo de música chileno fundado en Santiago en 1996 y activo hasta 2004, caracterizado por su música experimental que mezclaba el rock con diversos instrumentos musicales, algunos propios de la fusión latinoamericana y otros de la música electrónica.

## Historia
Si bien su comienzo oficial como banda los mismos integrantes lo sitúan en 1996, el trío se conformó en 1992 en el octavo básico del colegio San Gabriel de Santiago. Posteriormente, realizaron presentaciones junto a Supersordo y Entreklles en el Taller Sol.
En 1996 realizan su primer concierto oficial, junto a la banda chilena Niño Símbolo y la argentina Fotofobia, en el centro cultural PanAm de Santiago. Más tarde ganan un concurso en el programa de televisión Extra jóvenes. En 1997 lanzan su primer álbum, Alzamiento del día vivo por una luna nueva y el que tiene un ave dentro-fuera yace, de manera independiente, y dos años después Omi, el primer trabajo en ser lanzado por el sello Combo Discos de Pánico externo a dicha banda, y que en abril de 2008 fue elegido en la edición chilena de la revista Rolling Stone como el 50.º mejor disco chileno de todos los tiempos.
El 10 de marzo de 2001 actúan con la reconocida agrupación Los Jaivas en un programa del sitio web Chilerock, en la Radio Universidad de Chile, siendo la primera vez que se ven y teniendo una explícita empatía musical.
Su siguiente trabajo, Algo de noche en la isla (2002) da un vuelco hacia la música tradicional chilena y sudamericana, incluyendo instrumentos de música andina. Al año siguiente graban para la Radio Beethoven el disco Cráter imaginario, y ese mismo año Sorte. En 2004 lanzan Antimateria, regresando en algunos temas a un sonido más electrónico.

## Integrantes
- Marcelo Peña: voz, guitarra, teclados, viola, tabla.
- Jorge Cabieses: voz, bajo, teclados, zampoña, tarka, puña, flautas, clarinete.
- Jorge Coco Cabargas: voz, teclados, darbuka, batería, percusión.

## Discografía
- 1997 - Alzamiento del día vivo por una luna nueva y el que tiene un ave dentro-fuera yace
- 1999 - Omi
- 2002 - Algo de noche en la isla
- 2003 - Cráter imaginario
- 2003 - Sorte
- 2004 - Desfachatez, lo juro, el último suspiro
- 2004 - Antimateria

### Colectivos
- 2000 - Perdidos en el espacio. Volumen II
- 2006 - Música chilena del año 20.000